# Adriano Botelho de Vasconcelos
Adriano Botelho de Vasconcelos (Malange, Angola, 8 de setembre de 1955) és un poeta, escriptor i polític angolès. Dirigí els diaris Unidade e Luta (1974), Angolê, Artes e Letras (1984) i Maioria Falante(RJ). Fou comissari polític de les Forces Armades Populars d'Alliberament d'Angola (FAPLA) i agregat cultural a Portugal. En 2003 fou secretari general de la União dos Escritores Angolanos i va obtenir el Premi Sonangol de literatura per Tábua. A les eleccions legislatives d'Angola de 2008 fou elegit diputat pel MPLA.

## Obra
Fou autor dels llibres de poesia:
- Vozes da Terra (1974)
- Vidas de Só Revoltar (1975)
- Células de Ilusão Armada (1983)
- Anamnese(1984)
- Emoções (1988)
- Abismos de Silêncio (1992)
- Tábua (2003)
- Olímias (2005)
- Luanary (2007)

Organitzà les següents antologies de contes:
- Boneca de Pano (2005)
- Caçadores de Sonho (2005)
- Todos os Sonhos (2005)